# Claude Louis Hector de Villars
 Claude Louis Hector de Villars, född 8 maj 1653, död 17 juni 1734, var en fransk militär, marskalk och senare generalmarskalk. Han deltog i det pfalziska tronföljdskriget och var även Frankrikes ambassadör i Wien. Hans mest kända insatser kom dock under spanska tronföljdskriget, då han vann slagen vid Friedlingen och Höchstädt. Han förlorade dock slaget vid Malplaquet, men vann slaget vid Denain, krigets största slag med 225 000 deltagande soldater. Denain var hans största och viktigaste seger. Han är en av Frankrikes mest kända militärer genom tiderna.
Mellan 1714 och 1734 var han ledamot av Franska akademien, stol 18.